# Tempio di Minerva (Assisi)
(Johann Wolfgang von Goethe, 25 ottobre 1786)
Il cosiddetto tempio di Minerva, di arte augustea, sorge ad Assisi (Asisium), in piazza del Comune, dedicato probabilmente ad Ercole ed eretto nel 30 a.C.. Fu trasformato in chiesa di Santa Maria sopra Minerva nel XVI secolo. Risulta essere tra i templi romani meglio conservati del mondo antico.
L'edificio appartiene alla tipologia del tempio prostilo corinzio "in antis" (con pronao delimitato lateralmente dal prolungamento delle pareti della cella), con colonne scanalate poggianti su alti plinti quadrangolari, trabeazione e frontone.
Il nome deriva da un'interpretazione posteriore, dovuta al ritrovamento di una statua femminile; è stata invece rinvenuta una lapide votiva dedicata ad Ercole.
L'alta torre, detta "Torre del Popolo" è il relativo campanile della chiesa, oltre ad essere la torre civica della città. Al suo interno sono presenti tre campane: la più grande, la "Campana delle Laudi" suona un Lab2 ed è esposta nella cella inferiore. Essa suona a distesa solo nelle occasioni speciali. Inoltre, questa è la seconda campana più grande di Assisi (la prima è la grossa di Santa Maria degli Angeli, che è un Sol2). Nella cella superiore invece troviamo le due minori: la seconda suona un Do3 mentre la piccola è un Mi4, entrambe fisse. Tutte le campane sono state fuse dalla Pasqualini di Fermo nel 1933.

## Storia
Il tempio fu edificato per volere di due dei quattuorviri (massimi magistrati cittadini), Gneo Cestio e Tito Cesio Prisco, che furono anche i finanziatori del progetto.
Nell'alto medioevo, la cella fu trasformata nella chiesa di San Donato, poi degradata a "casalino", per passare poi all'ordine benedettino che vi ricavò abitazioni e botteghe.  Nel XIII secolo fu adattata a sede del comune, che destinò il piano inferiore a sede carceraria, deputando quello superiore ad aula del consiglio cittadino.
Nel 1539 il papa Paolo III volle far trasformare il suo interno in chiesa cattolica dedicata alla Vergine. L'edificio venne quindi rimaneggiato poi in stile barocco nel XVII secolo.
Durante il suo viaggio in Italia, il 25 ottobre 1786 il poeta Goethe giunse ad Assisi e volle visitare soltanto il tempio di Minerva.

## Descrizione
Il tempio conserva la facciata, che in origine si affacciava su una piazza identificata come la piazza del foro romano, spiccando su un podio rialzato. Restano sei colonne con basi attiche, fusti scanalati e capitelli corinzi, poggiate su piedistalli che interrompono la scalinata di accesso. Si conserva anche la trabeazione con il fregio, che in antico recava un'iscrizione con lettere di bronzo, delle quali restano i fori di fissaggio, e con la cornice con mensole e il frontone, di dimensioni proporzionalmente ridotte.
La cella è andata completamente distrutta durante la costruzione della chiesa nel XVI secolo.
Recentemente è stato riscoperto un breve tratto del tempio vicino all'altare, con un arco murato. Il piccolo tratto non è più stato coperto ed è tuttora visibile. Sono emerse inoltre parte dell'antica pavimentazione romana e il grande muro di terrazzamento posteriore. Dal cortile dell'edificio attiguo risulta visibile il fianco sinistro dell'edificio templare e, al fondo, il muro di sostegno del terrapieno.

## Galleria d'immagini

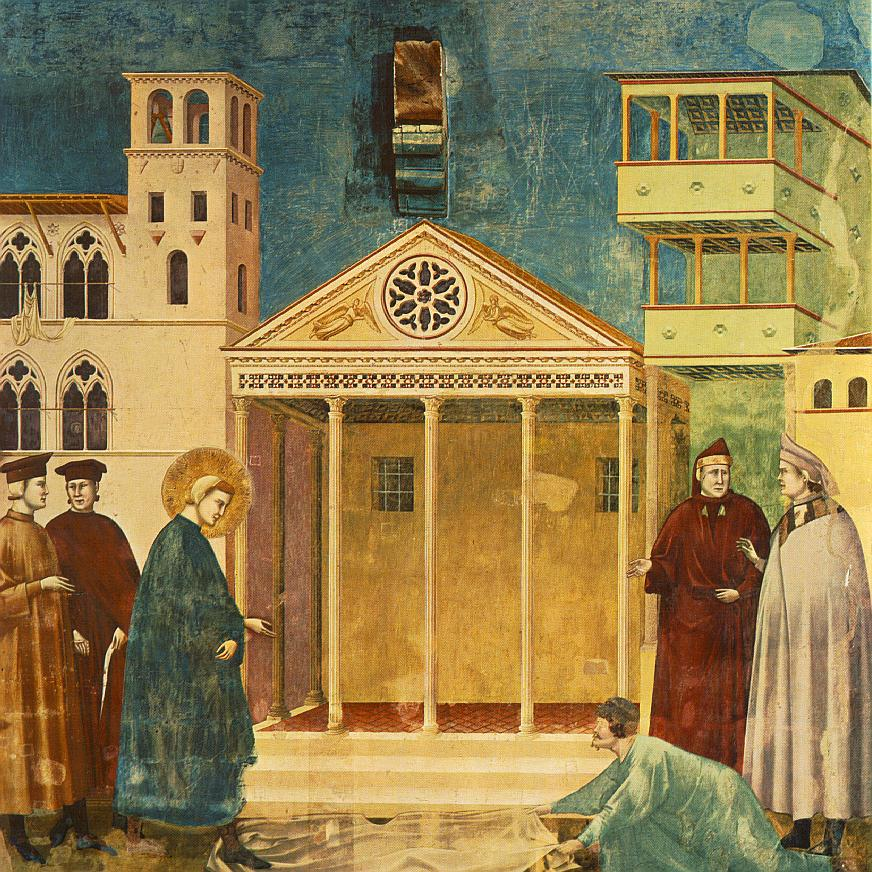
Il tempio di Minerva sullo sfondo dell'affresco di Giotto dell'Omaggio dell'uomo semplice, basilica superiore di Assisi
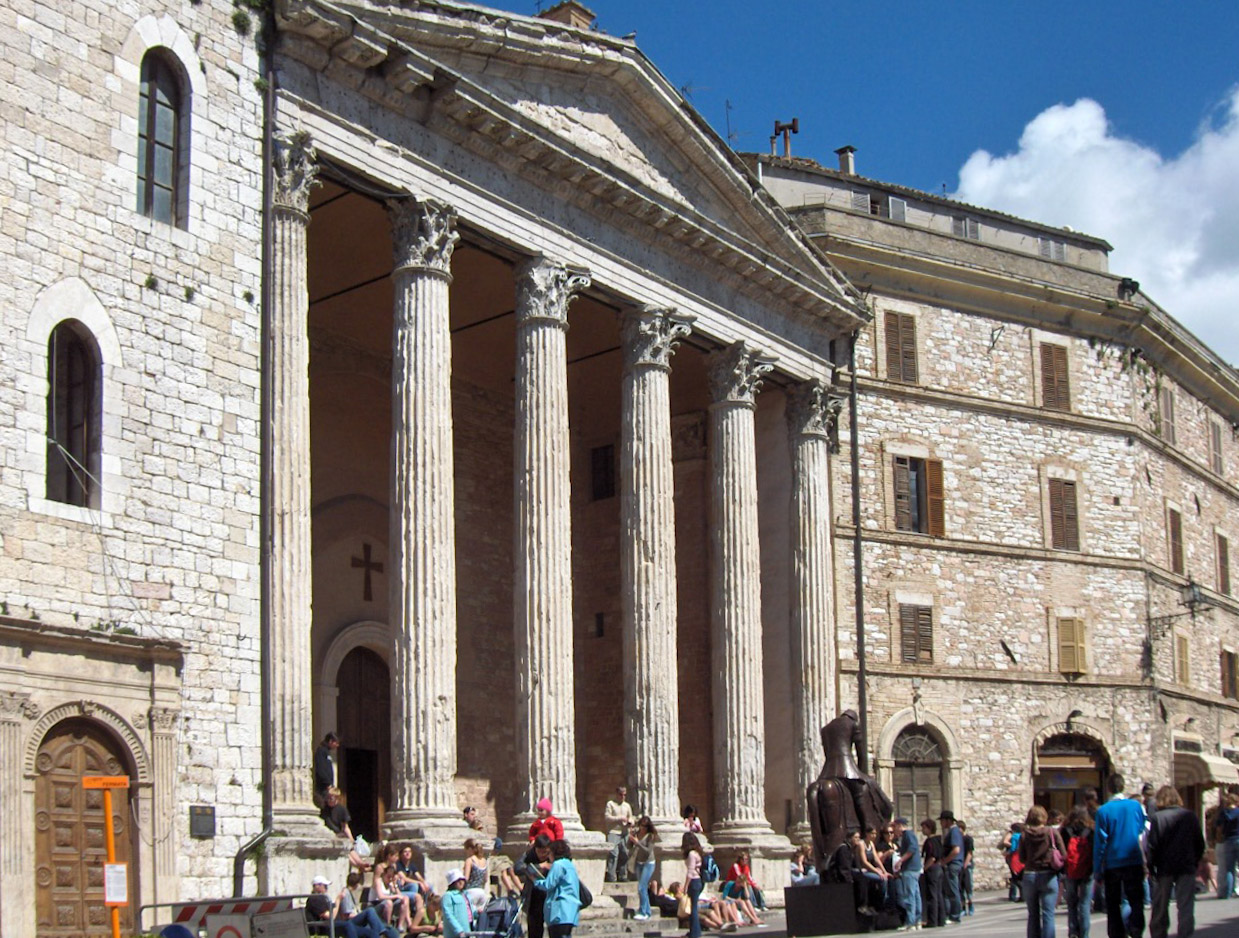
Il tempio oggigiorno, visto dalla Piazza del comune
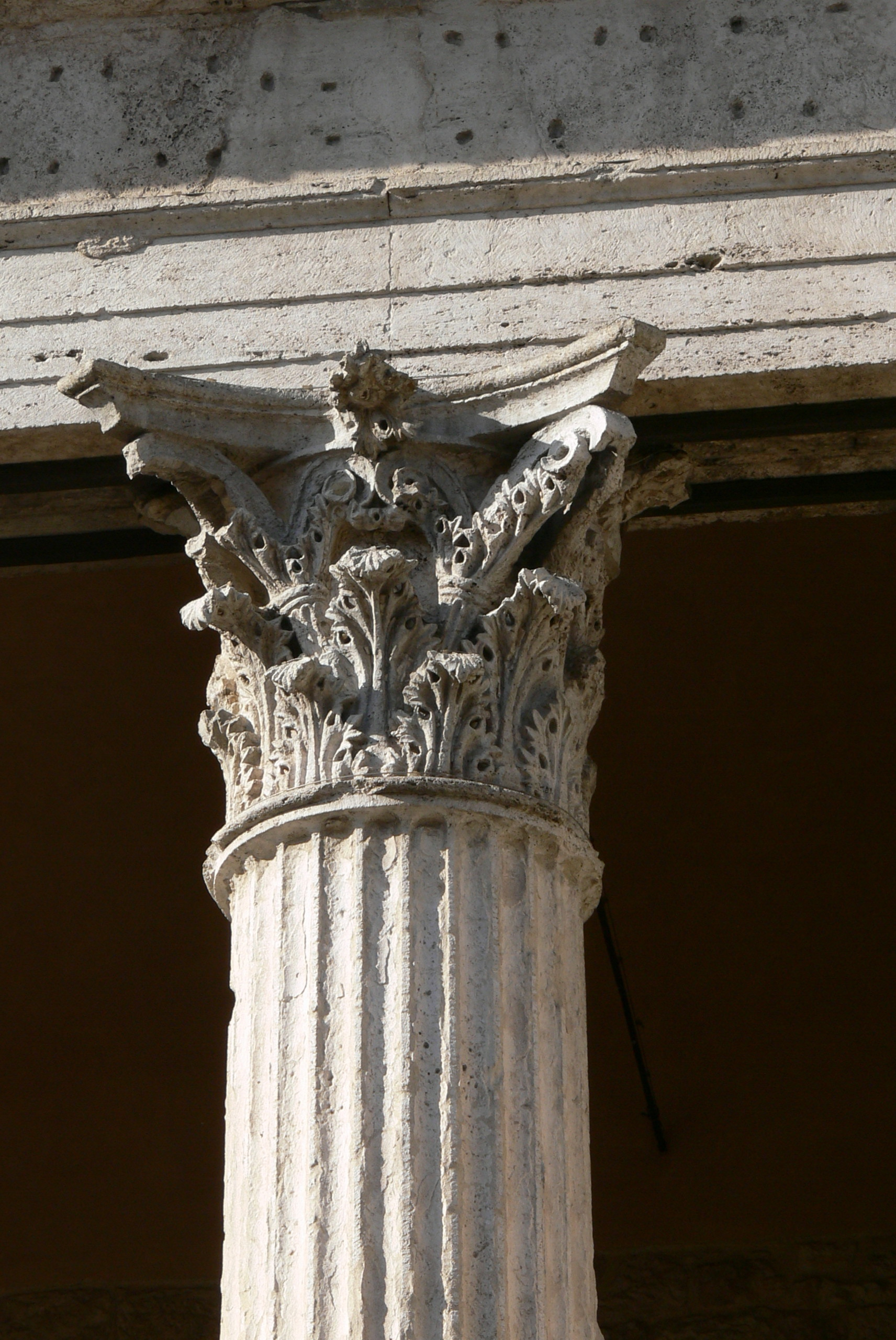
Capitello corinzio e parte del fusto
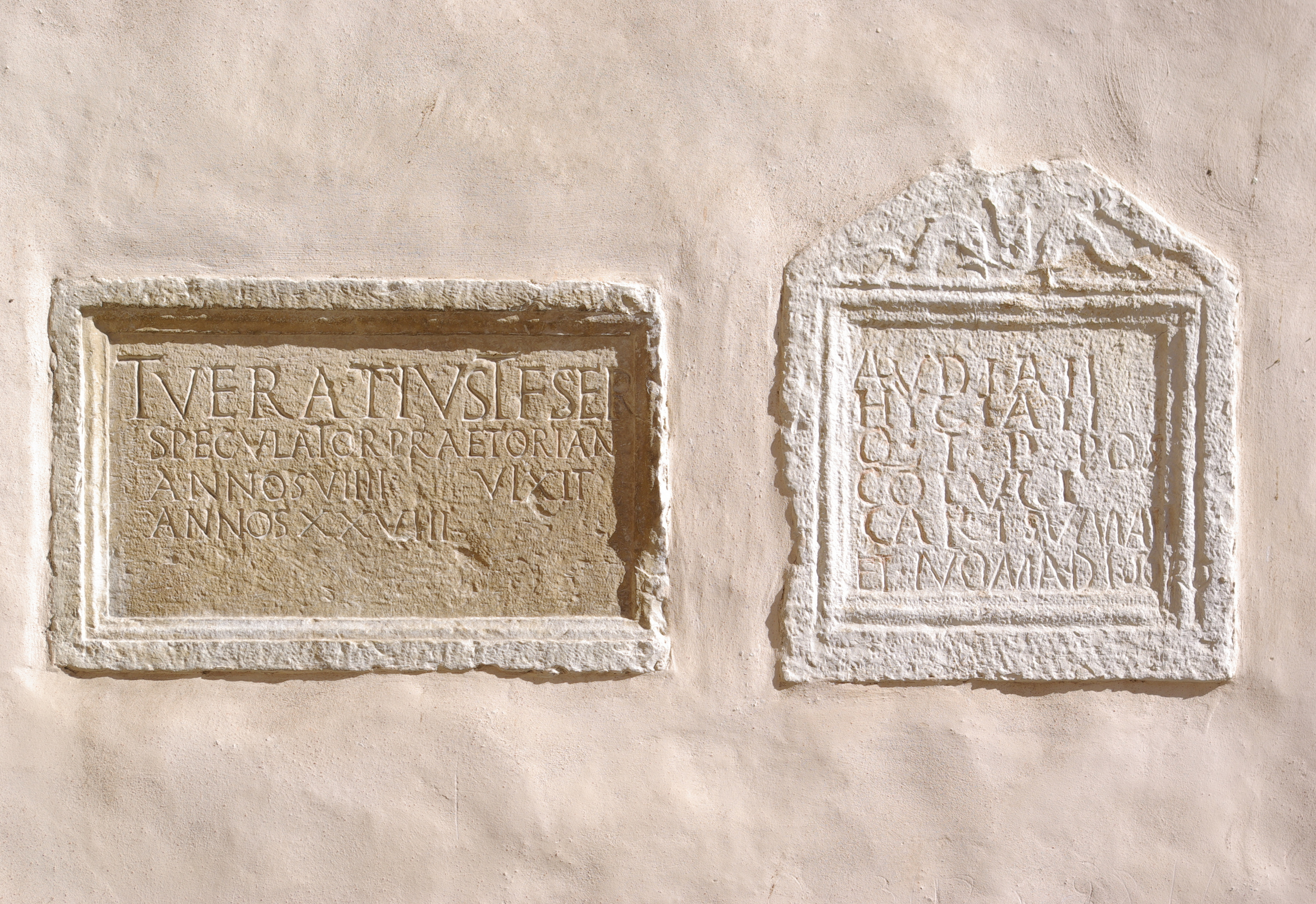
Iscrizioni funerarie sul muro della Chiesa
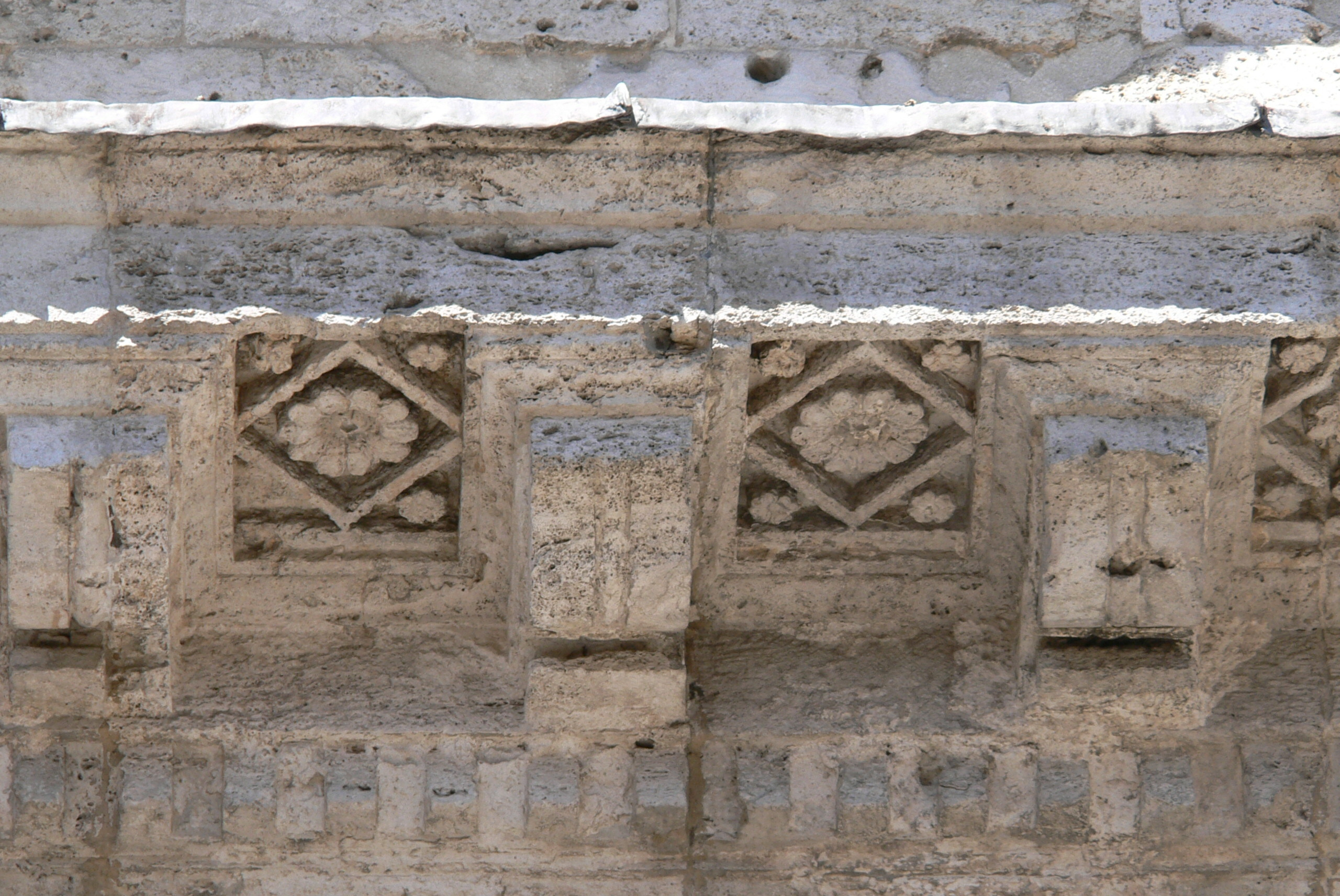
Modanatura aggettante della cornice